# بابلو كامبانا
بابلو كامبانا مواليد 16 ديسمبر 1972 في كيتو، هو لاعب كرة مضرب إكوادوري سابق بدأ مسيرته كمحترف سنة 1990 وكان يلعب باليد اليمنى. أعلى تصنيف له في الفردي كان المركز الـ 165 في سنة 1996. أعلى تصنيف له في الزوجي كان المركز الـ 162 في سنة 1996. سبق أن شارك في دورة الألعاب الأولمبية الصيفية.

## روابط خارجية
- بابلو كامبانا على موقع رابطة محترفي التنس (الإنجليزية)
- بابلو كامبانا على موقع الاتحاد الدولي لكرة المضرب (الإنجليزية)
- بابلو كامبانا على موقع كأس ديفيز (الإنجليزية)
- بابلو كامبانا على موقع خلاصة التنس.كوم (الإنجليزية)
- بابلو كامبانا على موقع أوليمبيديا (الإنجليزية)